# Château de Terraube

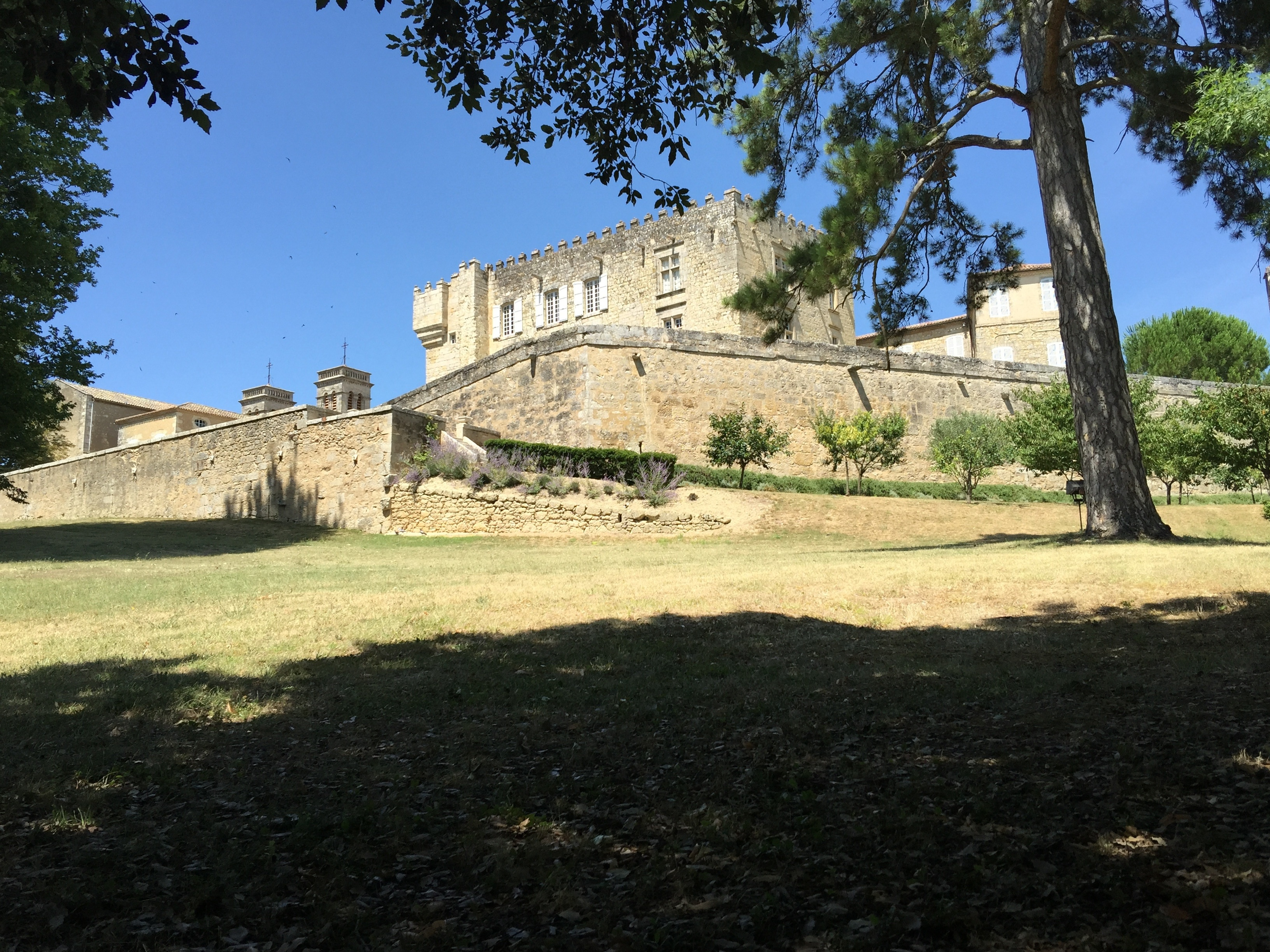
Vue du sud.

Le château de Terraube, bâti au XIIIe siècle, dans la commune de Terraube (Gers) est un château de « type gascon » fortement remanié dans les siècles ultérieurs.

## Description
Le château appartient à la famille de Galard depuis sa construction.
La résidence est vaste avec deux ailes de style classique, ailes sévères qui enserrent et prolongent le noyau primitif du château, typique des « châteaux gascons ». 
Les châteaux de ce type sont des logis de seigneur ou de petite garnison peu protégés, à peine plus étoffés que les tours-salles. Le corps principal, rectangulaire, est flanqué d'une ou deux tours carrées. Ils ont rarement des bretêches, des machicoulis ou des enceintes en dur. Leur force, comme on peut le voir avec le chäteau de Terraube, tient à l'épaisseur et à l’appareil moyen utilisé pour la construction des murs, à l'herméticité des étages inférieurs. Sur l'édifice actuel, ces étages ont été largement ouverts lorsque le château a perdu son rôle défensif.

## Histoire
Construit vers 1272, comme l’atteste une gargouille datée, pour la famille de Galard, le château a été aménagé et agrandi aux XVIe,XVIIe et XVIIIe siècles. Il s'est transmis depuis sa construction à nos jours de père en fils, à l'exception de la période révolutionnaire. Il appartient toujours aujourd'hui au marquis de Terraube.
Château gascon typique, il se composait à l’origine d"un corps principal rectangulaire, flanqué de deux tours carrées aux angles opposés nord-est et sud-ouest. 
En 1308 le roi Philippe le Bel autorise le seigneur de Terraube à « remparer » sa ville.  Les remparts toujours visibles en partie datent de cette époque.
Le couronnement a été refait au XVe siècle, avec des créneaux et des archères. Chaque merlon est surmonté d’un boulet de pierre.
Aux XVIe et XVIIe siècles, le château est agrandi et remanié, les communs sont ajoutés en 1690. Jean-Louis de Galard reçoit le titre de marquis de Terraube en 1683 (avec union de Ferrières et Saint Céricy). À partir de 1768 le logis est agrandi par les maîtres maçons Guillaume Gras et Jacques Lapeyronie et Dominique Ducasse. Vers 1773 les maîtres maçons Guillaume Aurio et Joseph Labarthe ajoutent deux corps de logis. On installe une cheminée et une porte venant de la salle de Ferrières, à côté de Terraube.
En 1790, le château est vendu comme bien national à Jean-Marie Depis, juge-gruyer de Terraube, dont les héritiers le revendront au vicomte de Galard Terraube en 1816 au terme de longs pourparlers.
Depuis le 26 février 1988, le château bénéficie de deux protections au titre des monuments historiques: un classement (pour les façades et les toitures du château, la cage d'escalier et sa rampe en fer forgé, la fontaine dans les jardins) et une inscription (Salle à manger au rez-de-chaussée ainsi que les façades et toitures des communs).